# Selenicereus validus
Selenicereus validus är en kaktusväxtart som beskrevs av S. Arias och U. Guzmán. Selenicereus validus ingår i släktet Selenicereus och familjen kaktusväxter. Inga underarter finns listade i Catalogue of Life.

## Bildgalleri

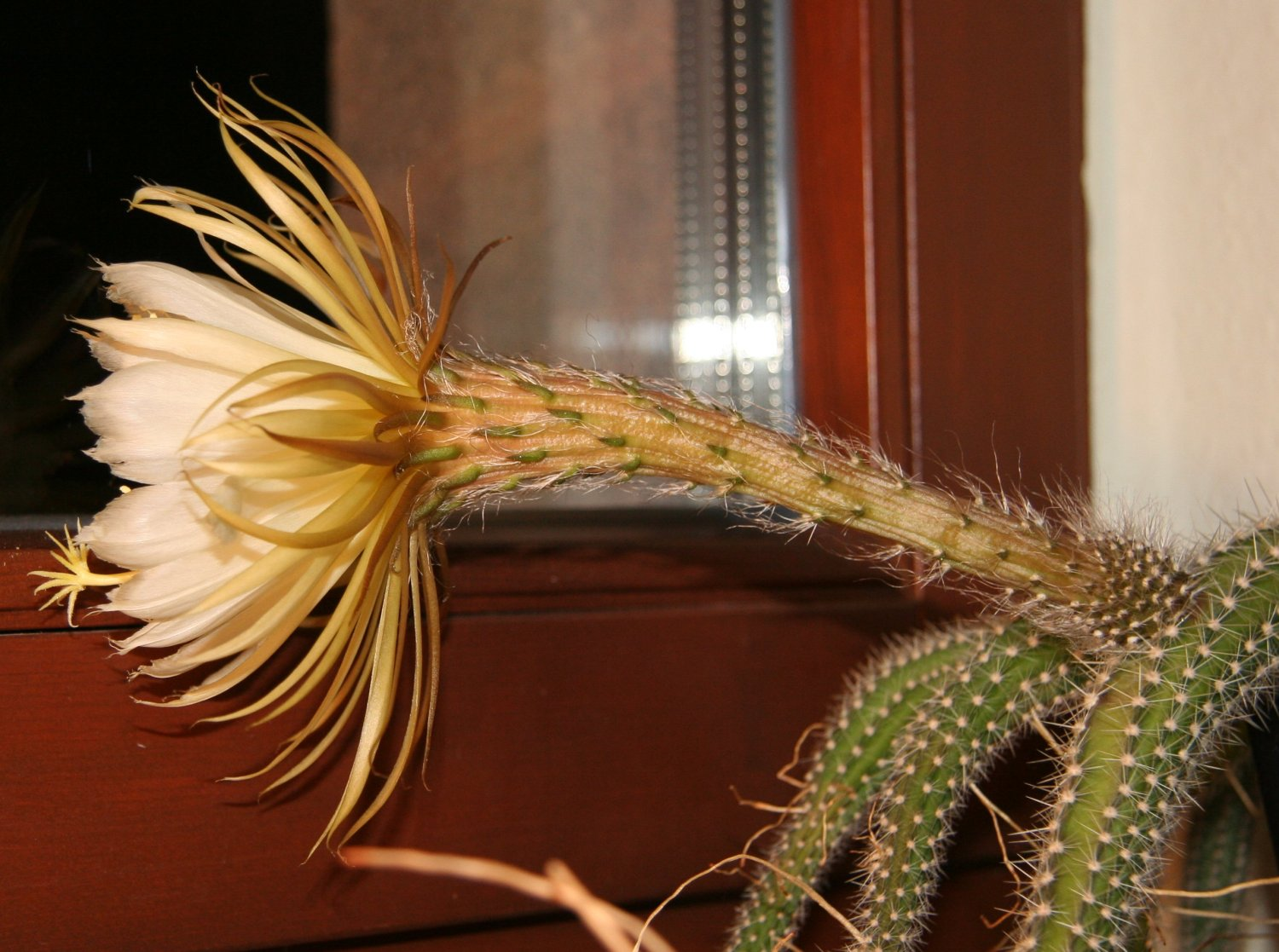
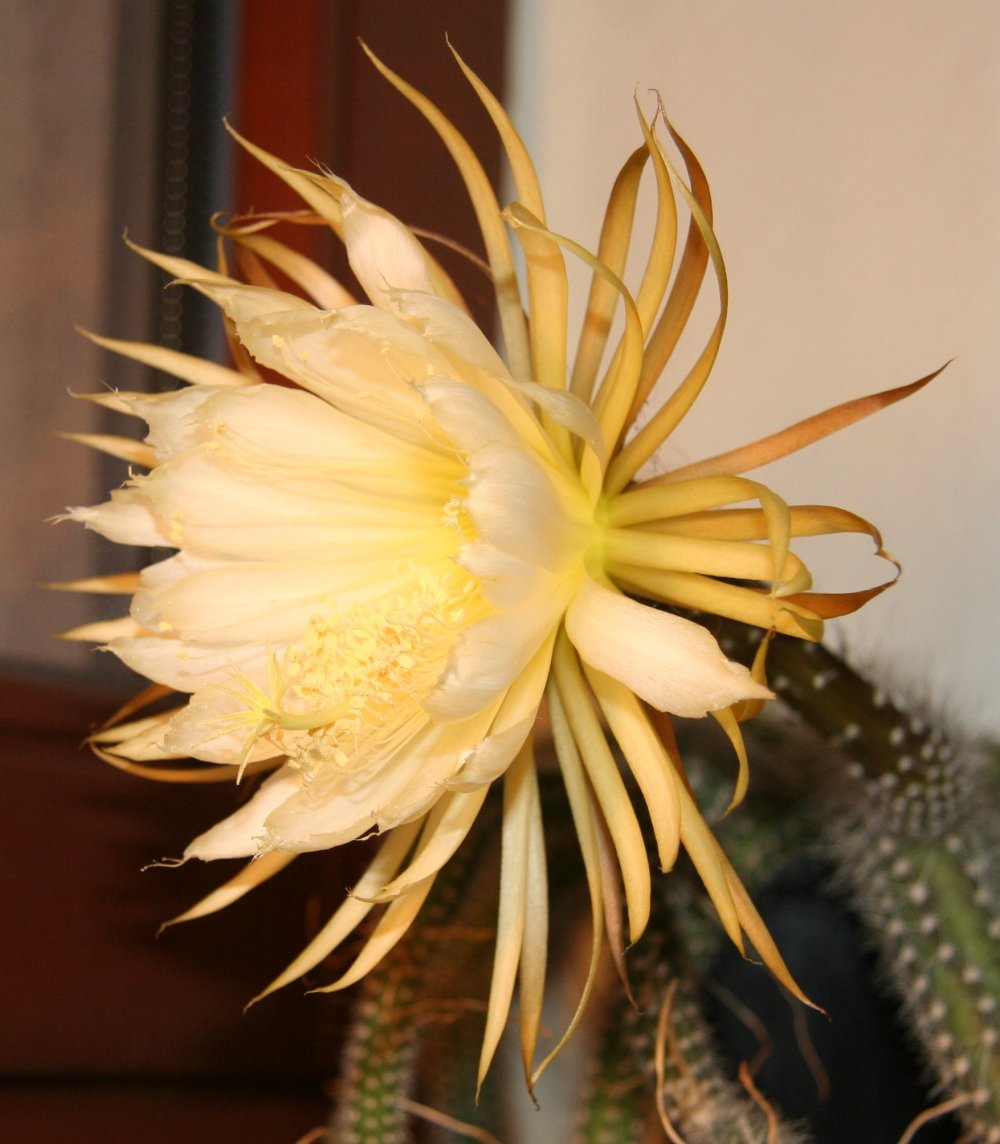